# Christoph Heil
Christoph Heil (* 30. Juli 1965 in Fulda) ist ein deutscher römisch-katholischer Theologe.

## Leben
Heil studierte von 1984 bis 1993 römisch-katholische Theologie an der Katholisch-Theologischen Fakultät Fulda, an der Ludwig-Maximilians-Universität München, an der Catholic University of America in Washington, D.C. und an der Universität Bonn. Seit 1. März 2004 ist Heil als Professor für Neutestamentliche Bibelwissenschaft an der Katholisch-Theologischen Fakultät der Universität Graz tätig. Von 2007 bis 2011 war er Vizedekan, von 2017 bis 2021 Dekan seiner Fakultät.
Er ist verheiratet und hat zwei Kinder.

## Veröffentlichungen (Auswahl)
- Die Ablehnung der Speisegebote durch Paulus (= Bonner biblische Beiträge. Band 96). Beltz Athenäum, Weinheim 1994.
- Lukas und Q: Studien zur lukanischen Redaktion des Spruchevangeliums Q (= Beihefte zur Zeitschrift für die neutestamentliche Wissenschaft und die Kunde der älteren Kirche. Band 111). Walter de Gruyter, Berlin / New York 2003.
- Das Spruchevangelium Q und der historische Jesus (= Stuttgarter biblische Aufsatzbände. Band 58) Katholisches Bibelwerk, Stuttgart 2014, ISBN 978-3-460-06581-9